# Balintești, Galați
Balintești este un sat în comuna Berești-Meria din județul Galați, Moldova, România.

## Istoric
Balinteștiul este locuit de mii de ani, dovadă fiind unele descoperiri arheologice, a unor obiecte din paleolitic. La săpatul unei fântâni, locuitorii au descoperit, la o adâncime  de câțiva zeci de metri, cioburi de vase de lut ars și oase de animale bine conservate.

## Altele
Majoritatea locuitorilor statorniciți în localitate, sunt supărați că, în regimul comunist, li s-a luat titulatura de comună, întrucât, ca numar de locuitori, îndeplineau condițiile unei așezări rurale de sine stătătoare, cu o administrație proprie. 
 Acest articol despre o localitate din județul Galați este deocamdată un ciot. Puteți ajuta Wikipedia prin completarea lui.